# Кайя Мустонен
Кайя Мар'я Мустонен (фін. Kaija Marja Mustonen; нар. 4 серпня 1941, Гельсінкі) — фінська ковзанярка, олімпійська чемпіонка і призер Олімпійських ігор.

## Спортивна кар'єра
Починаючи з 1958 року Кайя Мустонен регулярно брала участь в міжнародних змаганнях, але на чемпіонатах світу в класичному багатоборстві найкращим її місцем в загальному заліку стало лише 4-те в 1964 році.
Зате Мустонен дуже вдало виступила на обох Олімпіадах, на які була заявлена, виборовши на них чотири олімпійські медалі і ставши чемпіонкою Олімпійських ігор 1968.

### Виступи на Олімпіадах
| Олімпіада     | Дисципліна | Місце |
| ------------- | ---------- | ----- |
| Інсбрук 1964  | 500 м      | 13    |
| Інсбрук 1964  | 1000 м     | 3     |
| Інсбрук 1964  | 1500 м     | 2     |
| Інсбрук 1964  | 3000 м     | 5     |
| Гренобль 1968 | 500 м      | 6     |
| Гренобль 1968 | 1000 м     | 4     |
| Гренобль 1968 | 1500 м     | 1     |
| Гренобль 1968 | 3000 м     | 2     |